# Апполоновка (Могилёвская область)
Апполо́новка (бел. Апалонаўка) — деревня в Шкловском районе Могилёвской области Белоруссии. Входит в состав Старошкловского сельсовета.
Деревня Апполоновка расположена у автодороги Р77 «Шклов — Белыничи» примерно в 5,5 км к западу от города Шклов. Примерно в 5 км к юго-востоку от деревни расположена железнодорожная станция Рыжковичи линии Могилёв — Орша. Ближайшие населённые пункты — деревни Земцы, Хотимка и Большие Овчиненки. Севернее деревни Апполоновка протекает река Серебрянка (приток Днепра).

## История
Деревня известна с начала XX века, как деревня в Шкловской волости Могилевского уезда Могилевской губернии. С 20 августа 1924 года в Шкловском районе Могилевского округа (до 26 июля 1930 года). В 1928 году открыта начальная школа. В начале 1930-х г. организован Колхоз «Путь социализма». С 20 февраля 1938 года в составе Могилёвской области.
По состоянию на 1940 год имелось 42 двора, 179 жителей.
В Великую Отечественную войну с июля 1941 года до начала июля 1944 года оккупирована немецко-фашистскими захватчиками. В июле 1941 года гитлеровцы сожгли 38 дворов, погубили 1 жителя. После войны деревня отстроена.
В 1991 году 35 дворов, 54 жителя, в составе колхоза «Правда» (центр — деревня Заровцы), клуб.
В 1997 году 24 двора, 37 жителей.
По состоянию на 2007 год 17 дворов, 24 жителя. Входит в состав ЗАО «Шкловский агросервис».